# Glen Davis
Ronald Glen „Big Baby“ Davis (* 1. Januar 1986 in Baton Rouge, Louisiana) ist ein US-amerikanischer Basketballspieler, der von 2007 bis 2015 in der NBA aktiv war.

## College
Nachdem Davis die University Laboratory High School in Baton Rouge besuchte, ging er an die renommierte Louisiana State University, die ebenfalls in seiner Heimatstadt Baton Rouge liegt. Bereits in seinem zweiten Jahr konnte er sein Team nach 23-jähriger Abstinenz in die Final Four führen. Nach seiner Sophomore-Saison meldete sich Davis für den NBA-Draft 2007 an.

## NBA

### Boston Celtics (2007–2011)
Davis wurde im NBA-Draft an 35. Stelle von den Seattle SuperSonics ausgewählt, anschließend aber zusammen mit Ray Allen zu den Boston Celtics transferiert. Er wurde in seiner Debütsaison mit den Celtics auf Anhieb Meister, auch wenn Davis mit nur etwa 8 Minuten Spielzeit pro Spiel wenig zur Championship beitrug.
Nach einer weiteren guten Saison, in der er im Schnitt schon über 21 Minuten auf dem Parkett stand, fielen sowohl Stammspieler Kevin Garnett als auch Backup Leon Powe für die Playoffs aus, sodass Davis als Starter in der gesamten Postseason auflief. Mit fast 16 Punkten in 36 Minuten unterstrich er sein Können eindrucksvoll und scheiterte zusammen mit den anderen Teamleadern Paul Pierce, Rajon Rondo und Ray Allen nur knapp an den Orlando Magic in der zweiten Runde. Im August 2009 unterzeichnete Davis eine Vertragsverlängerung über zwei Jahre und 6,5 Millionen US-Dollar.
Nur zwei Tage vor dem ersten Spiel der Saison verwickelte sich Davis in einen Kampf mit einem alten Bekannten, in dem er sich den Daumen brach und für sechs Wochen ausfiel. Auf dem Weg zu einem Spiel der New York Knicks, in dem er eigentlich sein Comeback feiern sollte, wurde Davis bei einem Autounfall verletzt und sein Comeback verzögerte sich weiter. Am 3. Januar absolvierte er sein erstes Spiel der Saison.
Im vierten Spiel der NBA Finals 2010 gegen die Los Angeles Lakers am 10. Juni sicherte er seinem Team den 2:2-Ausgleich, als er 18 Punkte in 22 Minuten erzielte.

### Orlando Magic (2011–2014)
Im Dezember wechselte Davis zusammen mit Von Wafer zu den Orlando Magic. Im Gegenzug erhielten die Celtics Brandon Bass. Mit den Magic schaffte Davis jedoch lediglich 2011 und 2012 den Einzug in die Playoffs. Aufgrund von verschiedenen Verletzungen musste er zudem immer wieder längere Zeit aussetzen. Im Februar 2014 lösten die Magic schließlich den Vertrag mit Davis auf, um den Neuaufbau mit jüngeren Spielern weiter voranzutreiben.

### Los Angeles Clippers (2014–2015)
Nach der Vertragsauflösung mit den Magic unterzeichnete Davis einen Vertrag bei den Los Angeles Clippers. Dort traf er auf Doc Rivers, der auch in Boston bereits sein Trainer war. Davis blieb bis zum Ende der Saison 2014/15 bei den Clippers.

## Trivia
- Aufgrund seines Gewichtes und seiner (klein)kindlichen Gesichtszüge ist er bei vielen Leuten besser als „Big Baby“ bekannt. Davis wog zwischenzeitlich 150 kg. Seitdem ihm eine Gewichtsabnahme nahegelegt wurde, hat er fast 20 kg abgenommen.